# Мурексид
Мурексид (MX) — органічний барвник, пурпурат амонію, аміачна сіль 5,5'-нітрилодибарбітурової (пурпурової) кислоти. Брутто-формула С8Н8N6O6*H2O (розширена: NH4C8H4N5O6 або C8H5N5O6.NH3). Має пурпурно-червоний колір.

## Властивості
Темно-червоні, коричневі або пурпурні дрібні кристали із зеленуватим блиском, погано розчинні у воді та нерозчинні в етанолі, діетиловому ефірі.

## Отримання
Спочатку мурексид отримували дією азотної кислоти на сечу, при нагріванні та додаванні до цієї суміші аміаку або амонійних солей.

## Застосування

### Барвник
На початку XX століття використовувався для фарбування бавовни, шовку та вовни у червоні тони; в даний час як барвник практично не використовується.

### Індикатор
В аналітичній хімії виступає в якості металоіндикатора. Індикатор для комплексонометричного визначення нікелю (рН 9,5-10), міді (рН 8-10), скандія (рН 2,6), кальцію (рН 10,8-13,2), марганцю (рН 10), торію (рН 2,5) та інших іонів.